# Lingenau (Raguhn-Jeßnitz)

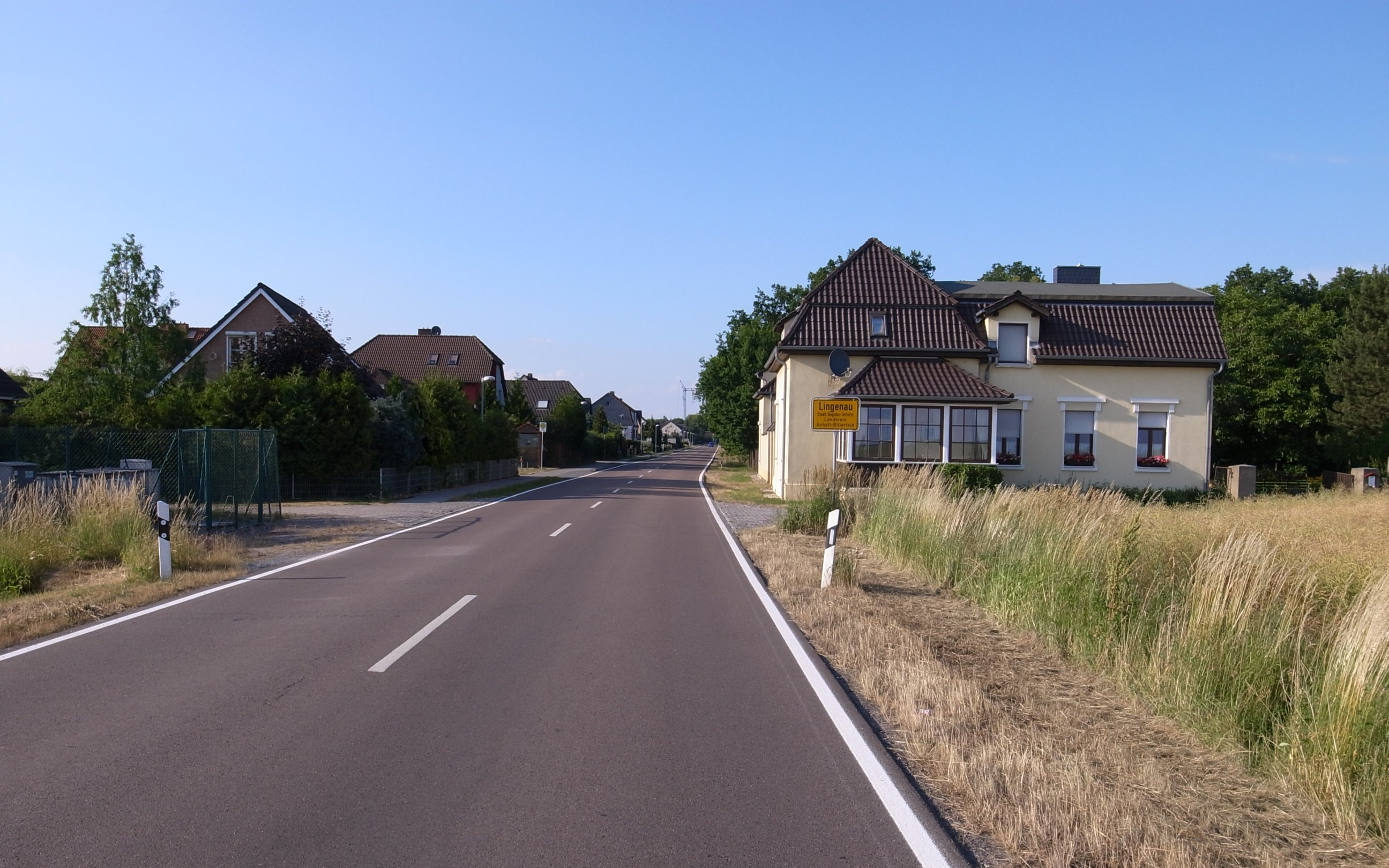
Ortseingang Lingenau

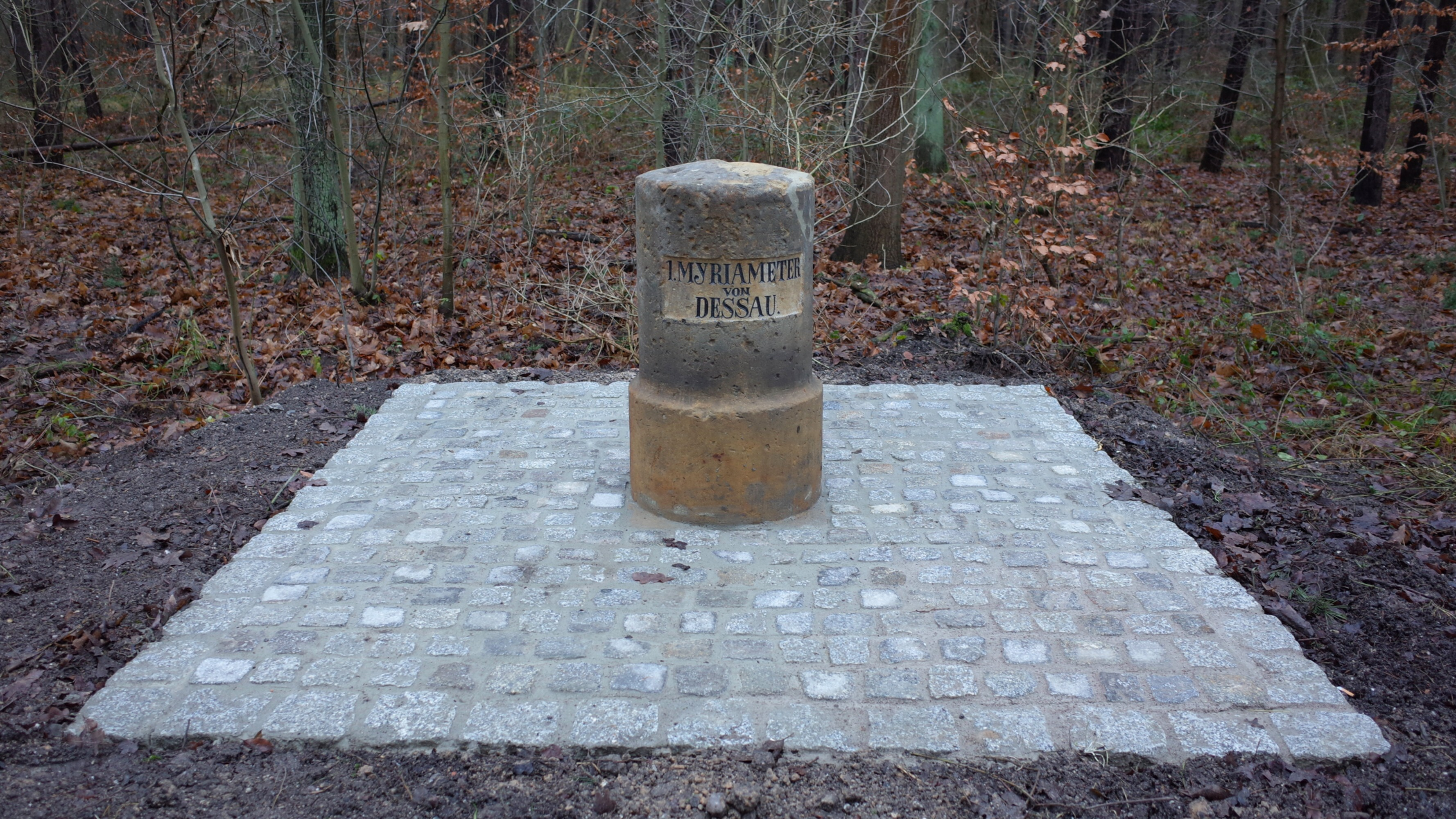
Myriameterstein bei Lingenau

Lingenau ist ein Ortsteil der Stadt Raguhn-Jeßnitz im Landkreis Anhalt-Bitterfeld in Sachsen-Anhalt.

## Geografie
Lingenau liegt zwischen Dessau-Roßlau und Halle (Saale) am Rande des Biosphärenreservates Mittlere Elbe.

## Geschichte
1268 war die erste urkundliche Erwähnung als „Lyndenowe prope Hoyerstorp“ (Urkunde F. Siegfrieds an die Kirche zu Dessau). Das Dorf wurde ab dem Jahr 1994 um die Siedlung „Am Forsthaus“ erweitert. Damit stieg die Bevölkerungszahl sprunghaft auf über 200 Einwohner an. Dieser Trend setzt sich durch das Schließen der Baulücke an der Hauptstraße weiter fort.
Im Zuge der Eingliederung in die Stadt Raguhn-Jeßnitz im Jahre 2011 wurden die Straßennamen Hauptstraße, Siedlung und Am Wald umbenannt und tragen den Namen Am Lingenauer Wald. Die Straße Am Forsthaus heißt immer noch so.

## Wirtschaft und Infrastruktur
Lingenau besitzt einen Gasthof, der erstmals um 1870 öffnete. In Lingenau ist seit 2009 ein Friseur ansässig.

### Verkehr
Östlich des Ortes verläuft in unmittelbarer Nähe die Bundesautobahn 9 von Leipzig nach Berlin, und die Bundesstraße 184 Bitterfeld-Wolfen – Dessau-Roßlau.